# Прудентополис
Прудентополис (порт. Prudentópolis, укр. Прудентополіс)  —  муниципалитет в Бразилии, входит в штат Парана. Составная часть мезорегиона Юго-восток штата Парана. Входит в экономико-статистический  микрорегион Прудентополис. Население составляет 48 852 человека на 2007 год. Занимает площадь 2307,897 км². Плотность населения — 19,9 чел./км². Традиционно в Прудентополисе проживает много украинцев (изначально 75 % населения). 
Праздник города — 12 августа. С 2019 года город-побратим Тернополя.

## История
Первая волна иммигрантов из Украины начала прибывать в Бразилию примерно в 1885 году, когда в районе, где расположен современный Прудентополис, поселилось 1500 украинских семей (примерно 8000 человек), выходцев из Галиции. Район Прудентополиса даже имеет название Новая-Галиция, именно в честь происхождения его жителей. Они должны были приспосабливаться к незнакомым климатическим условиям, растительности и земле, поэтому единство группы было важно для успеха на новом месте. Были организованы мелкие хозяйства фермеров и предприятия промышленников.
Сам город был официально основан в 1894 году указом губернатора штата Кандида Феррейра ди Абреу. Город с улицами и четким планированием, необычными для этих диких мест, был построен уже в 1895 году. В 1903 году в городе создаются налоговая и полицейская службы, и уже в 1906 году город становится центром муниципалитета под названием Прудентополис в честь президента Пруденти ди Морайса (Prudente de Morais). Украинская иммиграция в регионе продолжалась до середины 1920-х и в настоящее время город считается наиболее украинским в Бразилии, 80% жителей являются потомками иммигрантов.
Вторая волна иммиграции приходится на 1946 год, когда после Второй мировой войны более 200 тыс. украинцев из числа бывших захваченных Германией «остарбайтеров», военнопленных, политических беженцев, украинцев, воевавших на стороне Германии против СССР, прибыли в Парану.
Большинство переселенцев (80 %), зная традиции выращивания пшеницы, занимались земледелием, заложив основы первых предприятий по производству муки в штате. Другая часть украинцев, имевших специальности в различных отраслях, пошла работать в промышленность, в основном в мебельную и металлообрабатывающую, и занялась свободными профессиями (адвокаты, врачи и т.д.). Украинская община частично сохранила некоторые специфические черты своего народа, особенно языковые и религиозные (греко-католическая и православная вера).

## Культура
Прудентополис привлекает многих туристов культурным наследием украинских иммигрантов. Хотя с первого взгляда город не так сильно отличается от большинства таких же городов штата, оно добавило к своей повседневной жизни много наследств украинской культуры: религию, музыку, язык (который изучают в школах), народные промыслы, наряды.
Значительную роль в поддержании культурных связей между украинскими иммигрантами и их родиной играет религия. Один из двух главных храмов в городе — греко-католическая церковь святого Иосафата. Служение здесь в основном отправляются на украинском языке, для них характерны необычные среди католиков пение и диалоги между священником и верующими. В архитектуре церквей привлекают византийские мотивы, наличие иконостасов и металлических куполов.
Если в том, что касается религии, корни украинцев крепкие, то другие их ячейки посвящают себя сохранению культурного наследия. В Прудентополисе уже более 60 лет существует казачье братство «Украинские казаки». Ассоциации художников, такие как ансамбль народного танца «Радуга» или ансамбль бандуристов «Соловей», сохраняют наследие предков — бандура уже на протяжении веков является символом украинской народной музыки. С другой стороны, в кулинарии сохранились такие блюда как борщ, вареники и голубцы, не говоря уже о солонине и колбасе из свинины. Национальный деликатес, имеющий общебразильскую славу, и чьё производство началось в Прудентополисе — это краковская колбаса, на производстве которой специализируется фирма по переработке мяса «Алворада», основанная внуком иммигрантов Дионизио Опушкевичем в 1950-х годах. Непревзойденный вкус является результатом большого диаметра изделия и техники копчения на древесном угле. Эта продукция до сих пор имеет домашний вкус, несмотря на десятитонный объем ежемесячных продаж. Украинцы Прудентополиса смогли сохранить свою тысячелетнюю культуру, в то же время добавив к ней некоторые оттенки бразильского творчества и синкретизма.
Также в городе действует Украинский «Музей тысячелетия», в котором посетители могут ознакомиться с украинской историей и культурой.

## Статистика
- Валовой внутренний продукт на 2003 год составляет 285 698 566,00 реалов (данные: Бразильский институт географии и статистики).
- Валовой внутренний продукт на душу населения на 2003 год составляет 6200,19 реалов (данные: Бразильский институт географии и статистики).
- Индекс развития человеческого потенциала на 2000 год составляет 0,733 (данные: Программа развития ООН).